# Wednesday Comics
Wednesday Comics fu un fumetto antologico settimanale lanciato dalla DC Comics l'8 luglio 2009. I dodici numeri del fumetto furono pubblicati in fogli di ampio formato, 14x20 pollici, deliberatamente simili a quelli della sezione dei fumetti del giornale domenicale. Ogni edizione aveva 15 pagine, ognuna con una storia e un team creativo diverso.

## Storia di pubblicazione
Guidato dal Direttore Artistico DC Mark Chiarello, ai creatori che parteciparono fu chiesto di sviluppare storie per dei personaggi di cui avrebbero voluto scrivere. Ogni numero era di 16 pagine, di cui una rimossa quando veniva piegata la stampa.
La prima storia di Superman fu stampata su USA Today e successive installazioni furono pubblicate online sul sito di USA Today.

## Storie
Ogni numero stampò le strisce nel modo seguente:
- Batman - Storia di Brian Azzarello[6][7] e illustrazioni di Eduardo Risso. Batman rimase impigliato in una battaglia contro qualcuno che doveva ereditare la tenuta di un uomo assassinato.
- Kamandi - Storia di Dave Gibbons[8] e illustrazioni di Ryan Sook[9]. Kamandi cavalca fino alla Città delle Scimmie nel tentativo di aiutare l'armata delle Tigri.
- Superman - Storia di Joh Arcudi con illustrazioni di Lee Bermejo[10]. Un attacco alieno provoca sentimenti di disagio nell'Uomo d'Acciaio.
- Deadman - Storia di Dave Bullock/Vinton Heuck con illustrazioni di Dave Bullock[11]. Mentre tenta di fermare un serial killer, Deadman viene portato dentro una mistica dimensione demoniaca dove è ancora vivo.
- Lanterna Verde - Storia di Kurt Busiek[12] con illustrazioni di Jo Quiñones. Hal deve aiutare un astronauta ed ex amico che è stato tramutato in un mostro alieno.
- Metamorpho - Storia di Neil Gaiman[13] con illustrazioni di Michael Allred[14][15].
- Teen Titans - Storia di Eddie Berganza con illustrazioni di Sean Galloway.
- Stange Adventures - Storia e illustrazioni di Paul Pope[16] e José Villarrubia.
- Supergirl - Storia Jimmy Palmiotti[17] con illustrazioni di Amanda Conner[18]. La Ragazza d'Acciaio passa dei guai stando dietro al comportamento irrazionale di Streaky il Super Gatto e di Krypto il Super Cane.
- Metal Men -  Storia di Dan DiDio[19] con illustrazioni di José Luis Garcia-Lòpez e Kevin Nowlan.
- Wonder Woman - Storia e illustrazioni di Joe Kubert[11].
- Sgt. Rock - Storia di Adam Kubert con illustrazioni di Joe Kubert[20].
- Flash - Storia di Karl Kerschl[21][22] e Brenden Fletcher con illustrazioni di Karl Kerschl.
- The Demon e Catwoman - Storia di Walt Simonson[23] con illustrazioni di Brian Stelfreeze.
- Hawkman - Storia di Lyle Baker[24]. Katar Hol combatte contro dei terroristi su un aeroplano che in realtà sono alieni e finiscono per atterrare su Dinosaur Island.

## Raccolte
La serie fu raccolta in un volume singolo:
- Wednesday Comics (200 pagine, DC Comics, giugno 2010, ISBN 1-4012-2747-3; Titan Books, luglio 2010, ISBN 1-84856-755-3)

## Premi
Wednesday Comics vinse il premio Harvey Award nel 2010 nella categoria Miglior Antologia.